# L-event
Albums de Autechre
Exai
(2013) AE_LIVE (en)
(2015)
L-event est un EP du groupe anglais de musique électronique Autechre, sorti sur le label Warp Records le 21 octobre 2013.

## Historique
L-event est annoncé le 16 septembre 2013 sur le site du label Warp Records et celui du groupe,. Le disque est disponible au format numérique le 21 octobre 2013 et comme disque le 28 octobre 2013,.

## Éditions
L-event est disponible aux formats suivants :
- Formats numériques : WAV et MP3
- Formats physiques : CD et LP

## Pistes
| No | Titre       | Durée |
| -- | ----------- | ----- |
| 1. | tac Lacora  | 6:03  |
| 2. | M39 Diffain | 5:46  |
| 3. | Osla for n  | 8:11  |
| 4. | newbound    | 6:01  |